# Fokke Akkerman
Fokke Akkerman (Noorddijk, 27 april 1930 − Haren, 13 januari 2017) was een Nederlands classicus.

## Biografie
Akkerman studeerde af aan de HBS in Groningen en deed vervolgens het avondgymnasium. Hij wilde aanvankelijk Nederlands studeren maar koos voor klassieke talen. Hij werd op 1 september 1960 aangesteld als latinist aan de Rijksuniversiteit Groningen; hij zou daar tot april 1995, zijn pensioen, blijven doceren, laatstelijk als universitair hoofddocent. Hij promoveerde er op 26 juni 1980 op Studies in the Posthumous Works of Spinoza. Op de universiteit was hij tevens verantwoordelijk voor de officiële Latijnse vertalingen van doctoraalbullen.
Akkerman specialiseerde zich in het neolatijn, en vooral de werken van Baruch Spinoza en Rudolf Agricola over wie hij veelvuldig publiceerde. Bij een groter publiek werd hij bekend door de brieven van deze beide filosofen die hij vertaalde. Voorts werkte hij van 1986 tot 2010 mee aan verschillende delen van de verzamelde werken van Erasmus en publiceerde hij tientallen verspreide artikelen.
Dr. F. Akkerman overleed begin 2017 op 86-jarige leeftijd, precies twaalf dagen na zijn vrouw, die hij op het avondgymnasium had leren kennen en met wie hij in 1957 trouwde.

### Eigen werk

#### Spinoza
- Spinoza's tekort aan woorden. Humanistische aspecten van zijn schrijverschap. Leiden, 1977.
- Studies in the posthumous works of Spinoza. On style, earliest translation and reception, earliest and modern edition of some texts. [Z.p.], 1980 (proefschrift).
- Taal en tekst van Spinoza. Voorschoten, 2013.

### Vertalingen
- Mello Theodorus Brunsema, Oratio pro nova juridicae Facultatis Groningae Instituta Praelectione habita ad VI Julij A.S. MDXCVI. Groningen, 1967.
- Spinoza, Briefwisseling. Amsterdam, 1977 en 1992².
- Ulrik Huber, Redevoering, waarin wordt uiteengezet waarom vroeger het publiekrecht aan onze Academie niet met een professoraat vereerd is, gehouden te zijnen huize, voorafgaande aan de eerste vergelijking van de wetenschap van het staatsrecht met de staatkunden op 6 mei 1682. Zwolle, 1978.
- Spinoza, Korte geschriften. Amsterdam, 1982.
- Spinoza, Theologisch-politiek traktaat. Amsterdam, 1997.
- Spinoza, Letters. Assen, 2002.
- [met Adrie van der Laan] Rudolf Agricola. Brieven, levens en lof. Van Petrarca tot Erasmus. Amsterdam, [2016].